# Бэтгёрл
Бэтгёрл (англ. Batgirl) — псевдоним нескольких супергероинь комиксов издательства DC Comics.

## История публикаций
Первый одиночный комикс Бэтгёрл был опубликован в 2000 году, причём под маской скрывалась Кассандра Кейн. Но к концу серии роль Бэтгёрл выполняет уже Стефани Браун. Эти серии комиксов являются прямым продолжением серии «Oracle: The Cure» — части сюжетной арки «Batman: Battle for the Cowl».

### Том первый
Том публиковался в течение 6 лет, с апреля 2000 по апрель 2006. В состав тома вошло 73 ежемесячных выпуска и один специальный.
События
Кассандра Кейн была Бэтгёрл во вселенной DC Comics с 1999 по 2009 год. Азиато-американская девочка, дочь двух убийц, Кассандра сама становится одной из лучших убийц в мире. Она фигурирует в сериях комиксов No Man’s Land, One Year Later, 52: World War III, Batman and the Outsiders и собственной серии Batgirl.

### Том второй
Второй том выходил ежемесячно с сентября 2008 по февраль 2009 года. Свет увидело, соответственно, 6 выпусков.
События
Бэтгёрл ищет своего отца и Дэтстрока. В конце концов она находит его, но он падает со здания, а Кассандра не в состоянии спасти его. Бэтмен успевает поймать его и позволяет Кассандре вернуться в поместье Уэйнов. Девушка узнаёт, что Дэтстрок создал академию, где тренируют её братьев и сестёр.

### Том третий
Выпуск тома начался в октябре 2009 года и продолжается до сих пор. Пока вышло только три выпуска. Главными героинями стали Кассандра Кейн и Стефани Браун.
События
Действие происходит после «Oracle: The Cure». Стефани Браун получает мантию Бэтгёрл от разочаровавшейся Кассандры Кейн. Стефани скрывает свою личность от своей матери, которая не одобряет деятельность дочери и хочет, чтобы она была обыкновенной девочкой.
Барбара Гордон встретилась с Лесли Томпкинс, взявшей к себе дочь-калеку злодея Калькулятора — Венди.
Барбара получает звонок от Бэтмена, который предположил, что новой Бэтгёрл является Стефани Браун.

## Биография

### Бетти Кейн
Элизабет (Бетти) Кейн — племянница оригинальной Бэтвумен. Она взяла прозвище Бэтгёрл для того, чтобы быть помощником Бэтвумен, как Робин — Бэтмену.
Её создали, наряду с Бэтвумен, из-за слухов гомосексуальной связи между Бэтменом и Робином. Эта версия Бэтгёрл существовала не очень долго, так как с 1964 года её героиня больше не используется.
Докризисная версия Бэтгёрл больше не рассматривается как часть канона, хотя Бетти Кейн пережила кризис и существует как героиня Флэймбёрд.

### Барбара Гордон
Родители Барбары погибли в автокатастрофе. Заботу о девочке взял лейтенант полиции Готэма Джеймс Гордон. Вскоре он удочерил Барбару.
Когда Барбара выросла, она стала поклонницей Бэтмена. Она даже изготовила себе женский вариант его костюма. Однажды на бал-маскараде Барбара спасла Брюса Уэйна от преступника — Человека-Мотылька. Она не знала, что Брюс Уэйн — тот, кто скрывается за маской её кумира. Вскоре Бэтмен пригласил Барбару присоединиться к команде защитников города. Между Брюсом и Барбарой возникли тёплые чувства, Бэтмен долгое время работал в паре с Бэтгёрл. Девушка-летучая мышь много раз спасала невиновных от преступников и ловила злодеев, пока одним вечером Джокер не пришёл в квартиру к комиссару Гордону, чтобы похитить его и шантажировать Бэтмена. Но дверь ему открыла Барбара, и Клоун, недолго думая, выстрелил в неё из револьвера. Пуля повредила позвоночник, и Барбару парализовало ниже пояса.
Но мисс Гордон не перестала бороться с преступностью, хотя парализованные ноги поставили крест на оперативной работе. Барбара, благодаря своим выдающимся умственным способностям и навыкам хакера, стала помогать Бэтмену и Робину через радиосвязь как Оракул, предоставляя необходимую информацию и проводя анализ улик.
Позже было решено сделать паралич Барбары временным событием (длившимся три года), и в перезапуске DC Comics 2011 года, The New 52, её восстановили в качестве первой и единственной Бэтгёрл.
В мае 2011 года Барбара Гордон заняла 17 место в списке «Сто лучших персонажей комиксов всех времён» по версии IGN.

### Хелена Бертинелли
После того, как чудовищное землетрясение превратило Готэм в «Ничейную Землю», заполненную мародёрами и бандами преступников, а Бэтмен куда-то пропал, в городе появилась новая мстительница в маске летучей мыши. Позже оказалось, что ею является Охотница, известная супергероиня.

### Кассандра Кейн
Дэвид Кейн, один из лучших в мире киллеров, был приёмным отцом девочки, которую, скорее всего, похитил у настоящих родителей, чтобы сделать её лучшей убийцей в мире. Но совершенствуя её боевые навыки, он не позаботился о её образовании, и к девяти годам девочка не умела ни говорить, ни писать, ни читать. Когда Дэвид заставил её убить человека, это вызвало такой шок у девочки, что она сбежала и ещё целых десять лет бродяжничала по улицам. Когда Кассандра оказалась в Готэме, он уже был «Ничейной Землёй», и девочку пожалела Барбара Гордон, к тому времени сложившая мантию Бэтгёрл. Девочка получила от Барбары работу курьером, а однажды даже спасла от убийцы комиссара Гордона, который вскоре стал её приёмным отцом. После этого Кассандра получила пост Бэтгёрл под протекцией Барбары. Затем с помощью одного телепата Кассандра научилась говорить, но вместе с этим потеряла часть своих боевых способностей. Леди Шива, известная убийца и мастер рукопашного боя, помогла восстановить новой Бэтгёрл её навыки, и вскоре Кассандра смогла победить Шиву (достижение, которое было не под силу даже Бэтмену). Позже Кассандра боролась с преступностью в Бладхейвене, в соседнем с Готэмом городе, из которого исчез его защитник Найтвинг. Незадолго до Бесконечного Кризиса Кассандра отправилась искать свою мать.

### Стефани Браун
Отцом Стефани был Артур Браун, суперзлодей, известный как Ключник. Когда после очередного тюремного заключения Ключник вернулся на волю, он снова взялся за старое. Возненавидевшая его Стефани решила помочь полиции поймать его. Изготовив себе костюм и взяв прозвище Спойлер, она стала портить планы отца. Во время поимки Ключника она влюбилась в Робина, которым тогда был Тим Дрейк. Вскоре она стала неофициальным членом Бэт-команды, правда чаще мешая, чем помогая, оправдывая своё прозвище (англ. Spoiler — рус. порча, помеха). Тим и Стефани начали встречаться, но вскоре расстались на некоторое время, Тим уехал учиться, а вот Стефани обнаружила, что беременна. Но она не могла оставить ребёнка и была вынуждена отдать его на усыновление.
Когда Тим ушёл с поста Робина по настоянию своего отца, не желавшего, чтобы сын рисковал своей жизнью, Стефани стала новым, четвёртым Робином. Но Стефани недолго продержалась на посту: она нарушила правила, и Бэтмен приказал ей оставить мантию Робина. Вновь вернувшись к роли Спойлер, девушка желала вернуть расположение Бэтмена, но провалила задание и попала в плен к Чёрной Маске. Кажется, что Стефани умирает от пыток, но спустя некоторое время Робин и Бэтмен встречают кого-то в костюме Спойлер. Они ловят незнакомку и оказывается, что это Стефани, смерть которой была сфальсифицирована Лесли Томпкинс. После кажущейся смерти Бэтмена разочаровавшаяся Кассандра передаёт Стефани мантию Бэтгёрл.
Шарлотта Гейдж-Рэдклифф
В отличие от других бэтгёрл, она имеет сверхсилы. Сейчас известна под псевдонимом "Неудачница"(Misfit).

## Сборники комиксов о Бэтгёрл

### Коллекционные издания
| Оригинальное название           | Материал в сборнике                            | ISBN                   |
| ------------------------------- | ---------------------------------------------- | ---------------------- |
| Batman: Batgirl                 | одноимённый спецвыпуск                         | ISBN 978-1-56389-305-6 |
| Batgirl: Silent Running         | Batgirl № 1—6                                  | ISBN 978-1-84023-266-0 |
| Batgirl: A Knight Alone         | Batgirl № 7—11, 13—14                          | ISBN 978-1-56389-852-5 |
| Batgirl: Death Wish             | Batgirl № 17—20, 22—23, 25                     | ISBN 978-1-84023-707-8 |
| Batgirl: Fists of Fury          | Batgirl № 15—16, 21, 26—28                     | ISBN 978-1-4012-0205-7 |
| Batgirl: Year One               | Batgirl: Year One № 1—9 (мини-серия 2003 года) | ISBN 978-1-4012-0080-0 |
| Robin/Batgirl: Fresh Blood      | Robin № 132—133; Batgirl № 58—59               | ISBN 978-1-4012-0433-4 |
| Batgirl: Kicking Assassins      | Batgirl № 60—64                                | ISBN 978-1-4012-0439-6 |
| Batgirl: Destruction’s Daughter | Batgirl № 65—73                                | ISBN 978-1-4012-0896-7 |
| Batgirl: Redemption Road        | Batgirl № 1—6 (мини-серия 2008 года)           | ISBN 978-1-4012-2275-8 |
| Showcase Presents: Batgirl      | номера варьируются                             | ISBN 978-1-4012-1367-1 |

## Вне комиксов

### Анимация
- Первая Бэтгёрл — Барбара Гордон, совершила своё первое анимационное появление в мультсериале «Batman with Robin the Boy Wonder» в 1968 году[7]. Позже Бэтгёрл появилась в 1977 году в мультипликационном сериале The New Adventures of Batman[8]. В течение 1990—2000 годов Бэтгёрл, за маской которой скрывалась мисс Гордон, появлялась во многих сериалах и одиночных фильмах мультвселенной DC[англ.], таких, как «Batman: The Animated Series»[9], «Бэтмен и Мистер Фриз», «Новые приключения Бэтмена»[10], и «Бэтмен будущего: Возвращение Джокера». Юная версия персонажа Барбары Гордон появляется в «The Batman»[11].
- Постаревшая Барбара Гордон часто появляется в мультсериале «Бэтмен будущего», где является комиссаром, заняв место приёмного отца. Годы заставили её пересмотреть взгляды на супергероев и придерживаться сугубо правовой и официальной линии в борьбе с преступностью. Тем не менее несколько раз оказывает помощь новому Бэтмену.
- Бэтгёрл появляется в небольшом камео в конце анимационного фильма «Бэтмен: Дурная кровь».
- Является одним из главных персонажей в анимационной ленте «Бэтмен: Убийственная шутка». Озвучена Тарой Стронг.
- Персонаж появляется в фильме «Космический джем: Новое поколение» в качестве немого камео.

### Кино
- В фильме «Бэтмен и Робин». Имя персонажа — Барбара Уилсон, и образ персонажа показывает, что авторы фильма вдохновлялись образом именно Барбары Гордон как Бэтгёрл. Девушка-летучая мышь была воплощена на экране Алисией Сильверстоун. Помимо имени персонажа, в фильме также присутствует множество изменений персонажа, так Барбара является племянницей Альфреда, а не дочкой комиссара Гордона[12].
- Также велась разработка фильма о Бетгёрл с Лесли Грейс в главной роли, который должен был входить в Расширенную вселенную DC, но в августе 2022 года премьера фильма была отменена[13].

### Телевидение
- Персонаж Барбары появляется и в сериале «Хищные птицы», где девушка появляется уже после ранения, парализовавшей её. Но здесь мисс Гордон надевает костюм ночной мстительницы после изобретения устройства, позволяющего ей снова ходить[14]. Позже Барбара в основном действует как Оракул[12]. Также Бэтгёрл появляется по 2-м сезоне «Юной Лиги Справедливости».

### Видеоигры
- В Injustice: Gods Among Us является играбельным персонажем, добавленным в DLC.
- В Batman: Arkham Origins Барбара является опытным хакером. Она даёт Бэтмену координаты тайников с оружием Пингвина.
- В Batman: Arkham Knight Барбара Гордон появляется в качестве Оракула и в качестве Бэтгёрл в DLC «Дела семейные».